# Armando Abadía
Armando Abadía Urieta (Sallent de Gállego, 11 de junio de 1924 - Barcelona, 7 de febrero de 1997) fue un político español. 
Trabajador de la Caja de Ahorros de Zaragoza, Aragón y Rioja y destacado promotor de la cultura y turismo pirenaicos, fue nombrado en 1968 alcalde de Jaca a finales del franquismo. Revalidó el cargo en las primeras elecciones democráticas de 1979 con Unión de Centro Democrático y sucesivamente hasta 1995, en las filas de Alianza Popular y Partido Popular. Fue impulsor de diversas iniciativas deportivas, especialmente de la candidatura de la localidad a los Juegos Olímpicos de Invierno.